# اورتیجی
اورتیجی (به لادین: Urtijëi) یک کومونه در ایتالیا است که در التو آدیجه واقع شده‌است.

## خصوصیات
اورتیجی ۲۴٫۳ کیلومترمربع مساحت و ۴٬۶۳۷ نفر جمعیت دارد و ۱٬۲۳۰ متر بالاتر از سطح دریا واقع شده‌است.